# Flunk
Flunk — норвезький музичний гурт, який складається з вокалістки Ані Оуен Вістер, гітариста Джо Бакке, ударника Еріка Рууда та продюсера Ульфа Ніґаарда.

## Біографія
Спочатку колектив складався з двох учасників — Джо Бакке та Ульфа Ніґаарда. Розпочав свою діяльність наприкінці 2000 року, як інструментальний гурт. Взимку 2001 року тоді ще гурт без назви підписав контракт з лейблом Beatservice Records.
Влітку 2001 року було записано половину першого альбому, в якому взяла участь вокалістка Аня Оуен Вістер.
Навесні 2002 року гурт, що отримав назву Flunk, записав перший сингл — кавер пісні Blue Monday 1983 року гурту New Order. Сингл був добре сприйнятий у Великій Британії, інших країнах Європи. В квітні того ж року був виданий перший альбом For Sleepyheads Only, також тепло сприйнятий критиками, як на батьківщині, так і закордоном. Після цього були запрошені на шоу The Blue Room на Radio 1 в Лондоні для запису сесії.
У США гурт підписує контракт с Guidance Recordings. В жовтні 2002 року записують альбом For Sleepyheads Only на цій же студії в США. В листопаді виступає на London Jazz Festival.
В жовтні 2003 року в Парижі починають працювати над другим альбомом Morning Star, реліз якого відбувся в Норвегії в березні 2004 року, а в червні того ж року в інших країнах.
Створення третього альбому Play America відбувалося на студії Beatservice Records у 2005 році.
У 2007 році випускає третій альбом Personal Stereo. Наступний This Is What You Get — у 2009, до нього увійшов кавер на пісню Creep гурту Radiohead.
У серпні 2014 року Flunk брав участь у фестивалі Захід.

## Дискографія

### Альбоми
- For Sleepyheads Only (2002)
- Treat Me Like You Do - For Sleepyheads Only Remixed (2003)
- Morning Star (2004)
- Play America (2005)
- Personal Stereo (2007)
- This Is What You Get (2009)
- The Songs We Sing (2012)
- Lost Causes (2013)
- Deconstruction Time Again (2015)

### Мініальбоми
- Miss World (2002)
- Blue Monday (2002)
- Blue Monday Remixes (2002)
- All Day and All of the Night Remixes (2005)

### Сингли
- Blue Monday (2002)
- On My Balcony (2004) The Songs We Sing